# Chironomus bavaricus
Chironomus bavaricus är en tvåvingeart som beskrevs av Wulker och Ryser 1983. Chironomus bavaricus ingår i släktet Chironomus och familjen fjädermyggor. Inga underarter finns listade i Catalogue of Life.